# فهرست جانوران ایالت واشینگتن
این مقاله فهرستی از جانوران ثبت شده در ایالت واشینگتن می‌باشد.

## جانوران

### پرندگان

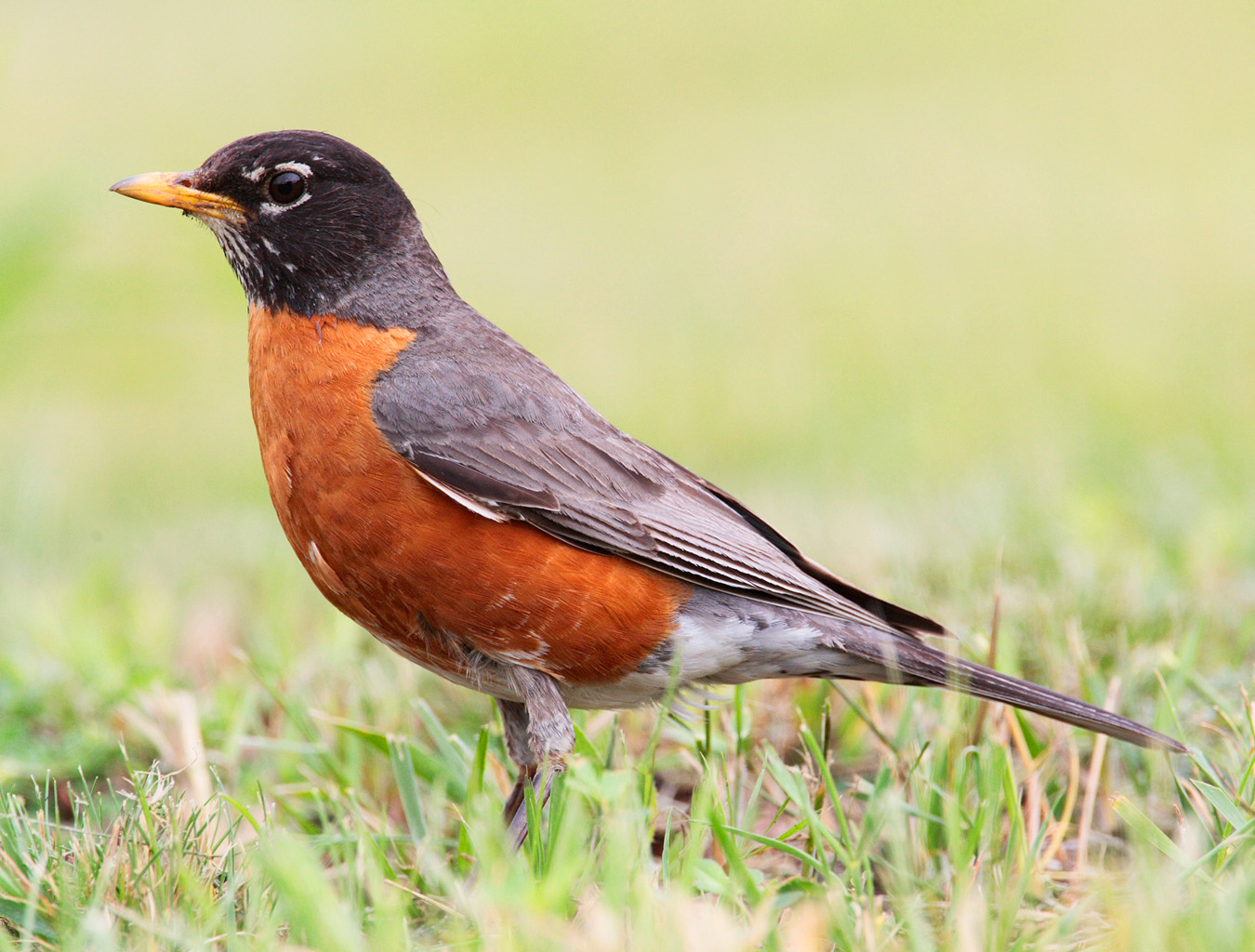
سینه‌سرخ آمریکایی

- سینه‌سرخ آمریکایی (Turdus migratorius)
- چرخ‌ریسوی پشت‌بلوطی (Turdus migratorius)
- آدم‌گریز خال‌دار (Pipilo maculatus)
- جیجاق استلر (Cyanocitta stelleri)
- سازونشین چشم‌تیره (Junco hyemalis)
- عقاب سرسفید (Haliaeetus leucocephalus)

### ماهی

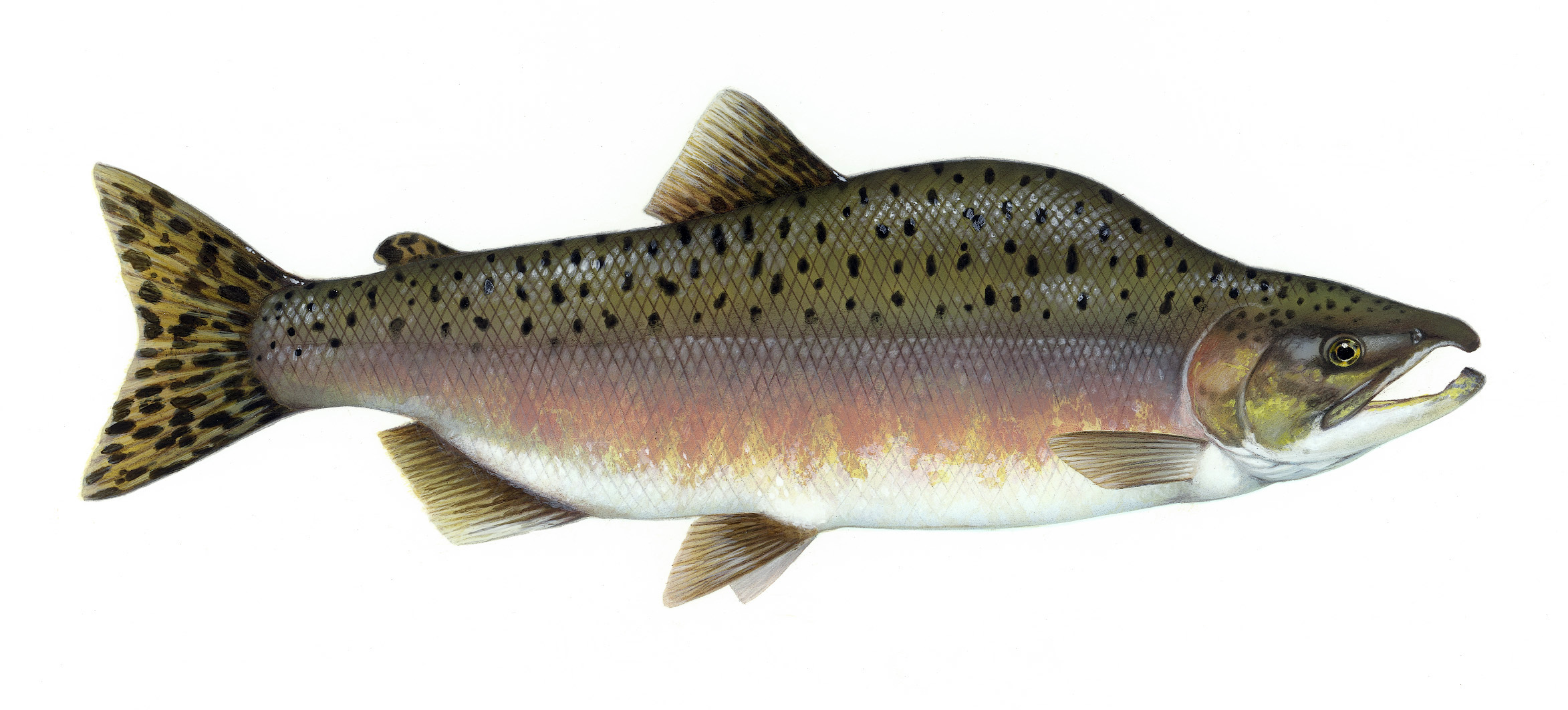
آزادماهی صورتی

- آزادماهی صورتی (Oncorhynchus gorbuscha)
- آزادماهی جویبار (Oncorhynchus tshawytscha)
- قزل‌آلای رنگین‌کمان (Oncorhynchus mykiss)

### پستانداران

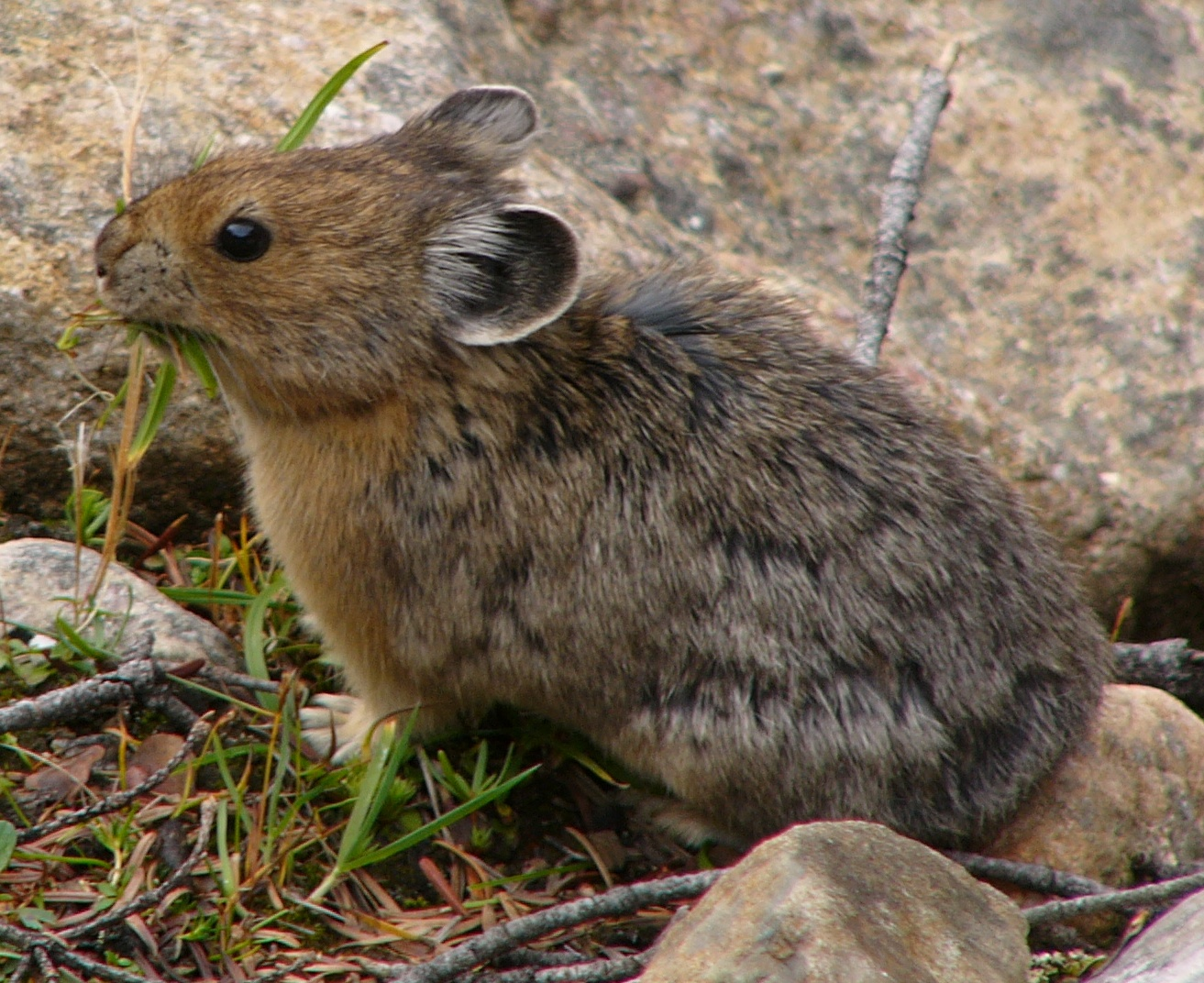
پیکای آمریکایی

- خرگوش بی‌دم آمریکایی (Ochotona princeps)
- بیدستر کوهی (Aplodontia rufa)
- مارموت المپیک (Marmota olympus)

### خزندگان
برای فهرست خزندگان به فهرست خزندگان ایالت واشنگتن بروید.

### دوزیستان
برای فهرست دوزیستان به فهرست دوزیستان ایالت واشنگتن بروید.